# Antoni C. Mituś
Antoni Czesław Mituś (ur. 1952) – polski fizyk. Absolwent z 1976 Uniwersytetu Jagiellońskiego. Od 2013 profesor na Wydziale Podstawowych Problemów Techniki Politechniki Wrocławskiej.